# Claude Lévi-Strauss
Claude Lévi-Strauss (Bruxelles, 28. studenoga 1908. — Pariz, 30. rujna 2009.) bio je francuski antropolog belgijskog podrijetla

## Životopis
Lévi-Strauss rodio se u Bruxellesu 1908., a odrastao u Parizu gdje je na Sorboni studirao pravo i filozofiju koju je jedino završio, odustavši od prava. 1931. odlazi na studij u São Paulo gdje se zanima za antropologiju za koju će se kasnije predavati u Sao Paolu i New Yorku. 1958. vraća se u Francusku gdje predaje na Collège de France u Parizu., dok je od 1973. bio član Francuske akademije.

## Znanstveni rad
U knjizi Strukturalna antrolopogija, objavljena 1958., Lèvi-Strauss iznio je svoje ideje o pristupu u antropologiji. Analiza njegova rada može biti kompleksa zbog tri razloga:358:
- On pokušava negirati strukturu u društvu; za njega su one samo kako bi prikrile bit tog istog društva
- Stvara se poseban model kako bi istraživač prodrio u tu strukturu
- Ljudska svijesti je bitna odlika u proučavanja društva

Njegova je antropologija usmjerena na analizu odnosa između prirode i kulture s pomoću jezika te se njegov rad gleda iz tri područja: teorije srodnosti, analizu mitologije te prirodu primitivnih klasifikacija. Kombinacijom tih triju područja dolazi se do strukturalističke analize kako bi se izdvoji temeljni obrasci, pravilnosti i tipovi koji ukazuju na zajedničke značajke u neurofizičkom sastavu ljudskoga mozga.:188

## Popis djela[1]
- Obiteljski i društveni život Indijanaca Nambikvara, 1948
- Osnovne strukture srodstva, 1949.
- Totemizam danas, 1962.
- Divlja misao, 1962.
- Mitologike, 1964. – 1971.
- Udaljeni pogled, 1983.
- Ljubomorna lončarka, 1985.
- Gledati, slušati, čitati, 1993.